# John Lawrence Le Conte

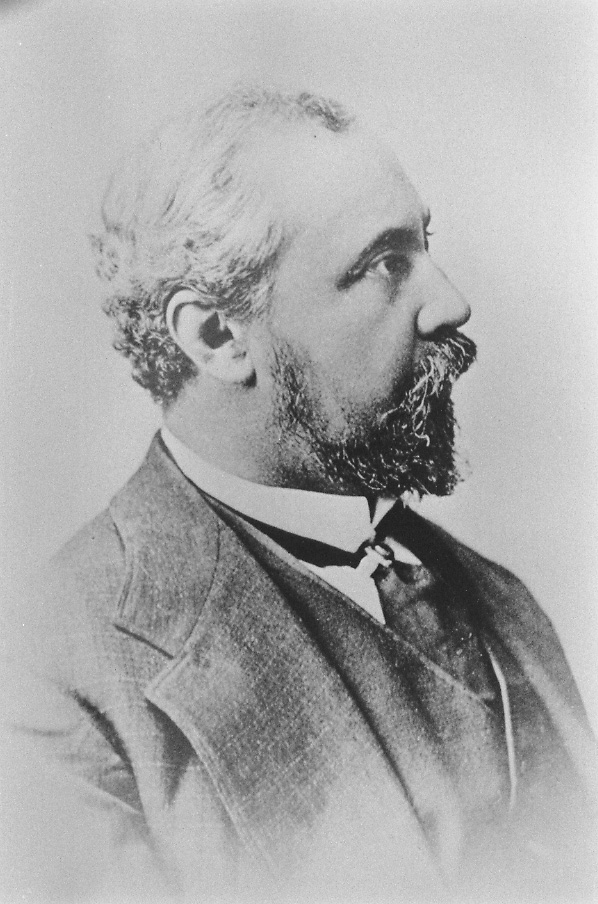
John Lawrence Le Conte

John Lawrence Le Conte, auch LeConte oder Leconte (* 13. Mai 1825 in New York City; † 15. November 1883 in Philadelphia) war der wichtigste US-amerikanische Entomologe des 19. Jahrhunderts. Er beschrieb und benannte eine große Anzahl von Insekten, insbesondere Käfer.

## Leben
Der aus einer vielfältig naturwissenschaftlich hervorgetretenen Familie stammende John Lawrence Le Conte war der Sohn des Naturforschers John Eatton Le Conte (1784–1860). Im Jahre 1842 schloss er sein Studium am Mount St. Mary’s College in Emmitsburg (Maryland) ab, 1846 dann sein medizinisches Studium am College of Physicians and Surgeons in New York.
Schon früh interessierte er sich für die Insektenkunde. Während seiner Studienzeit veröffentlichte er eine Arbeit über etwa 20 Laufkäferarten der Ostküste. Schon damals unternahm er auch Reisen in den Westen Nordamerikas, so 1844 und 1846 an den Oberen See, 1844 an den oberen Mississippi River und 1845 in die Rocky Mountains. 1848 kehrte er zusammen mit Louis Agassiz in die Umgebung des Oberen Sees zurück. Zwischen 1849 und 1851 bereiste er Kalifornien und erforschte den Colorado River.
1852 verlegte er seinen Wohnsitz nach Philadelphia, wo er bis zu seinem Tod lebte. Allerdings unternahm er noch viele Forschungsreisen, unter anderem nach Honduras (1857), Panama und New Mexico (1867), Europa, Algerien und Ägypten. Die Wüstenspottdrossel (Toxostoma lecontei, engl. „LeConte's Thrasher“) wurde von Le Conte anlässlich einer Käfer-Sammlungsreise nach Arizona entdeckt, und von George Newbold Lawrence nach ihm benannt.
1861 heiratete er Helen Grier, mit der er zwei Söhne hatte. Während des Sezessionskriegs arbeitete er als Chirurg und als medizinischer Aufseher und wurde zum Oberstleutnant befördert. Von 1878 bis zu seinem Tod war er Geschäftsführer der Philadelphia Mint (Münzanstalt) in Philadelphia.
Le Conte war in den wissenschaftlichen Gesellschaften seiner Zeit sehr aktiv. 1848 wurde er in die American Academy of Arts and Sciences gewählt. Er war von 1880 bis 1883 Vizepräsident der American Philosophical Society, 1873 Präsident der American Association for the Advancement of Science, Gründer der Entomological Society of America und Gründungsmitglied der National Academy of Sciences. Seit 1856 war er korrespondierendes Mitglied der Bayerischen Akademie der Wissenschaften. Über 30 wissenschaftlichen Gesellschaften gehörte er als Ehrenmitglied oder korrespondierendes Mitglied an.
Le Conte veröffentlichte etwa 60 wissenschaftliche Monographien und zwei große Grundlagenwerke über die Insekten Nordamerikas. Seine Sammlungen vermachte er dem Museum für vergleichende Zoologie in Cambridge (Massachusetts).
Er begründete die Familie der Forellenbachkäfer Amphizoidae LECONTE 1853 in der zoologischen Systematik.

## Schriften
- Classification of the Coleoptera of North America (1862, 1873)
- List of Coleoptera of North America (1866)
- New Species of North American Coleoptera (1866, 1873)
- The Rhynchophora of America North of Mexico (1876)
- zusammen mit George Henry Horn: Classification of the Coleoptera of North America. Part II (1883)